# 断腸の稜線の戦い
断腸の稜線の戦い（日本語：だんちょうのりょうせんのたたかい、ハートブレイクリッジのたたかい、韓国語：단장의 능선 전투、斷腸의稜線戰鬪、英語：Battle of Heartbreak Ridge）は、朝鮮戦争中の1951年9月13日に開始された国連軍及び朝鮮人民軍（以下人民軍）、中国人民志願軍（以下中共軍）による戦闘。この戦闘による惨状を目にした特派員が「心が引き裂かれるようだ！（Heartbreak!）」と表現したのが名前の由来である。

## 経緯

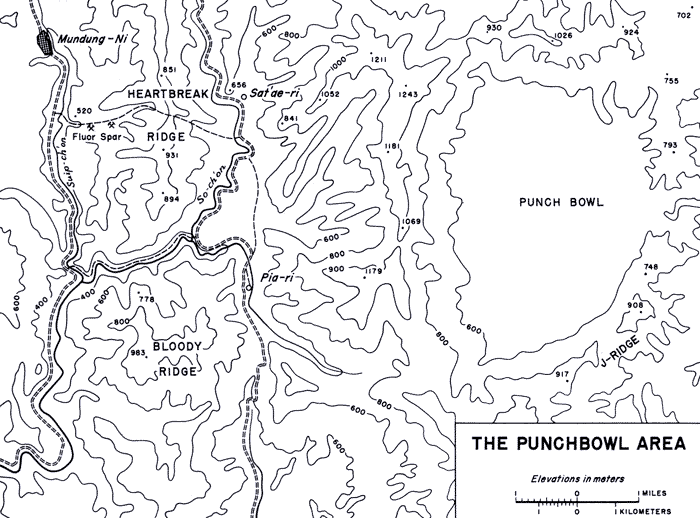
楊口郡亥安面付近の地図。亥安盆地（パンチボウル、Punchbowl）の西方に「血の稜線」（ブラッディリッジ、Bloody Ridge）が、その北に「断腸の稜線」（ハートブレイクリッジ、Heartbreak Ridge）がある。「断腸の稜線」の西の渓谷にあるのが文登里

9月5日、アメリカ軍第2師団は多くの犠牲を出しながらも血の稜線を奪取した。第8軍司令官ヴァン・フリート中将は、敵後方への上陸と北朝鮮奥深くまで前進するタロンズ作戦の準備を進めていたが、血の稜線での損害を見て中止した。
9月8日、ヴァンフリート司令官は、隷下の軍団長に限定的な攻撃、偵察、警戒を強調した指示を出し、第10軍団には血の稜線の真北とパンチボウル北方にある稜線を確保するように命じた。即座の攻撃は共産軍に回復する機会を与えることなく新しい稜線を獲得できると考えていた。
その後、第2師団は9月8日付で軍の限定攻勢である「押し上げ作戦」の方針と第10軍団の命令に基づき、北方にある南から894高地-931高地-851高地を連ねる稜線（断腸の稜線）を攻撃することになった。
この稜線の中で851高地と主峰である931高地とその西側にある文登里渓谷には人民軍第5軍団第6師団が配置され、851高地と東側の沙汰里渓谷には第2軍団第13師団が防御していた。第6師団は、血の稜線の戦闘時に予備としてこの地域の陣地工事を行い、その後も防御陣地を強化しており、血の稜線と同程度の陣地を構築していた。
国連軍にとって稜線の確保は、このような戦略的観点があった。
1. 文登里と沙汰里渓谷の攻撃経路を掌握
2. この地域における人民軍の作戦の中心地である文登里を無力化
3. この稜線からカンザス線が瞰制される脆弱点を除去
4. 戦線の湾曲部を除去することにより第10軍団の作戦目標達成

さらに共産軍を魚隠山（1277高地）-梅峰（1290高地）-看霧峰（1358高地）の線まで駆逐するのに中心的な役割を果たすことができる意義があった。
第2師団は、血の稜線戦闘終了後、第9連隊を予備とし、第23連隊を血の稜線に配置し、第38連隊は断腸の稜線東側の868高地-702高地を攻撃中であった。第2師団は稜線攻撃のため、9月11日、第9連隊に血の稜線を引き継がせ、第23連隊（フランス大隊、第38連隊第3大隊配属）に断腸の稜線を攻撃させ、第38連隊を予備とした。
第2師団は、占領した868高地と702高地を足掛かりにして、1個大隊が851高地を攻撃する間に残りの大隊で931高地と894高地を攻撃することにした。
9月12日に第1大隊が702高地、配属された第38連隊第3大隊が868高地を占領し、断腸の稜線への攻撃を準備した。攻撃計画は、第1大隊の支援下に第2大隊と第3大隊が攻撃部隊として、851高地と931高地の間にある850高地を占領し、そこから第3大隊が851高地に、第2大隊が931高地に攻撃するものであった。配属されたフランス大隊は、第38連隊第3大隊が確保した868高地を引き継ぎ、側方の防御を担当した。

## 編制

### 国連軍
- 第10軍団 軍団長：クロヴィス・バイアース（英語版）少将
  - 第2師団 師団長：トーマス・ディシェイゾ（Thomas E. De Shazo）少将、9月20日からロバート・ニコラス・ヤング（英語版）少将
    - 第9連隊 連隊長：ジョン・リンチ（John M. Lynch）大佐
    - 第23連隊 連隊長：ジェームズ・アダムス（James Y. Adams）大佐
      - フランス大隊（フランス語版） 大隊長：ラウル・マグラン＝ヴェルナリー（フランス語版）中佐

    - 第38連隊 連隊長：フランク・ミルドレン（Frank T. Mildren）大佐
      - オランダ大隊（オランダ語版） 大隊長：ウィリアム・D・H・エークハウト（William D. H. Eekhout）中佐

### 朝鮮人民軍
- 第5軍団 軍団長：方虎山中将
  - 第6師団 師団長：崔鳳俊少将[11][注釈 3]
  - 第12師団 師団長：崔阿立少将[11]
- 第2軍団 軍団長：崔賢中将
  - 第13師団 師団長：鄭炳甲少将[11]
- 第68軍 軍長：陳坊仁（中国語版）
  - 第202師
  - 第204師 師長：曹玉清[11]

## 戦闘
9月13日、80門ほどの砲による攻撃準備を行い、午前6時に攻撃を開始した。第2大隊と第3大隊は地雷を除去しながら北進したが、人民軍も砲兵火力を集中したため、前進が困難になった。931高地から東に伸びる稜線の下端部に応急陣地を構築し、750高地-850高地方向に攻撃を続けた。しかし人民軍の砲兵と851高地及び931高地からの射撃で被害が続出した。それでも第3大隊L中隊（中隊長：ピート・モンフォール大尉）が日没近くに850高地を確保したが、夜間に人民軍の攻撃を受けて中隊長以下30名余りの隊員全員が戦死した。
この結果を受けてディシェイゾ師団長は、断腸の稜線も血の稜線と同じように困難な作戦になると判断し、攻撃計画を一部変更した。人民軍の防御が東側に集中していることから、第9連隊を南側から894高地を攻撃させ、東側と南側の2方向から攻撃することにした。
9月14日、2個連隊による攻撃が開始された。第23連隊は前日と同様に2個大隊による攻撃を行ったが前進することはできなかった。第一23連隊は、人民軍の脅威を取り除くため、868高地を引き継いだフランス大隊にその北側にある841高地-1052高地に連なる稜線を攻撃させた。
第9連隊は、155ミリ砲と4.2インチ迫撃砲の支援を受け、第72戦車大隊B中隊の戦車砲によって人民軍の陣地を制圧しながら前進し、日没近くに894高地から西南に500メートルの地点にある高地を確保した。
9月15日、攻撃が再開されたが、第23連隊は前進できず、フランス大隊も高地を占領できず被害を被っただけであった。しかし第9連隊第2大隊は、砲兵の支援下に894高地を攻撃し、軽微な損害でこれを占領することができた。
9月16日、894高地占領を受けて第23連隊は全ての大隊を投入したが、死傷者が続出するだけで突破口を開くことが出来なかった。一方で人民軍第6師団もそれまで損害を受けていた第1連隊を交代させ、予備の第13連隊を投入して防御を強化した。
9月20日、第72戦車中隊がフランス工兵小隊の掩護下に沙汰里まで進出し、ここから戦車砲で第23連隊を支援できるようになった。これによって21日に第3大隊が850高地を確保することに成功した。
9月22日、第23連隊は、第1大隊がフランス大隊の支援を受けて南側から、第2大隊は北側から931高地を攻撃し、第3大隊は850高地から851高地の人民軍を牽制した。第1大隊は、人民軍の抵抗で前進と後退を繰り返しながらも陣前10メートルまで接近したが、阻止火網を突破できず後退した。第2大隊は目標手前500メートルにある高地を確保したが被害が甚大でこれ以上前進できなかった。
9月23日、稜線から西側からの人民軍の支援を阻止するため、文登里渓谷西側の1024高地を攻撃し、第23連隊も931高地に対する攻撃を続行した。後方を遮断され包囲の危険を感じた人民軍は動揺し、これを看破した第1大隊は猛攻を加え、夕方に931高地を占領した。しかし新たに投入された第12師団第3連隊の夜襲によって高地を奪い返されてしまった。
9月25日、第23連隊はこれまでの戦闘で消耗したため、フランス大隊に931高地攻撃を任せ、フランス大隊が配置されていた連隊の東側には代わりに第38連隊第1大隊を配置した。第9連隊は1024高地を占領。
第6師団は、壊滅した第13連隊を稜線の西側にある867高地に転換し、稜線には第15連隊を投入し、戦線を整備した。
第23連隊は、フランス大隊が北から、第1大隊がこれまで通り南から931高地を攻撃し、第2大隊は850高地で掩護、第3大隊が851高地の人民軍を牽制させるという計画を立てた。
9月26日朝、第23連隊の攻撃準備が完了したが、人民軍の迫撃砲でフランス大隊の第2中隊長と砲兵観測将校が戦死し、迫撃砲の観測手の無線機が破壊されるなど混乱した。午後1時30分に攻撃を開始したが、頓挫してしまった。
攻撃を開始してからこの日まで、国連軍は1日平均1万発余りの砲弾を撃ち込んだが、人民軍の有蓋陣地を破壊できず、砲兵、特に迫撃砲を制圧することはできなかった。
第23連隊長のアダムス大佐は、同じ方法で攻撃し続けるのは自殺行為に等しいと判断し、第2師団の作戦を拡大し、文登里から投入される人民軍の増援と補給を遮断するように師団長に具申した。この時点で第2師団の損失は1670名余りであり、その内第23連隊の死傷者は950名に達していた。
9月27日、彭徳懐司令員は疲労困憊した第5軍団から第68軍に交代することを決定した。
ヤング師団長は、これまでの作戦を大失敗とし、その原因として兵力を狭い地域に逐次に投入し、火力支援チームを適切に利用できなかった点、人民軍の迫撃砲による損害が全体の85パーセントに達し、これを制圧できなかった点を指摘。3個連隊は砲兵と戦車の支援下に攻撃を実施、第72戦車大隊は文登里渓谷に、歩戦共同部隊は沙汰里渓谷に、それぞれ工兵部隊が啓開した道路によって進出し、全ての機甲戦力をもって歩兵連隊を支援することを方針とした。
10月2日、タッチダウン作戦（Operation Touchdown）が下達された。主攻の第23連隊が戦車と共同で931高地を占領し、これと同時に工兵が梨木亭-間乾培道を啓開する。さらに第38連隊（オランダ大隊配属）の掩護を受けて間乾培-乾率里間の道路を啓開する。第72戦車大隊は、切り開かれた道路によって文登里に進出し、人民軍の後方を蹂躙し、これと同時に第23連隊は851高地を占領し、第38連隊は戦果を拡張するものであった。
10月5日午後9時30分、約300門の砲兵による攻撃準備射撃が開始され、第1海兵師団の飛行団も爆撃に加わった。その30分前に第23連隊が無照明、無支援で進撃を始めた。フランス大隊は931高地北側で陽動を行い、第1大隊は851高地の人民軍を牽制した。北側の陽動と砲兵による迫撃砲陣地砲撃によって人民軍は散漫になっており、これに乗じて第2大隊は隠密に接近し、火炎放射器と手榴弾、小火器によって壕内の人民軍を制圧した。
10月6日午前3時頃、931高地の南側半分を占領。北側から登ってきたフランス大隊と協力して正午前に931高地を完全に占領した。
10月7日、第5軍団は第2線陣地に入り、応急修理を行い、10日に第68軍と交代することを計画した。第68軍が戦線に投入され、人民軍と共同でアメリカ軍第2師団と韓国軍第8師団の侵攻を阻止した。
10月10日、工兵によって道路が切り開かれ、第72戦車大隊、第38連隊L中隊、工兵小隊からなる部隊が編成され、文登里に進出した。東側では、第23連隊の戦車中隊とフランス大隊の歩兵と工兵で編成されたストルーマン支隊（Task Force Struman）が沙汰里に進出して851高地を東西から遮断し、同高地の攻撃支援態勢をとった。第72戦車大隊が文登里を越えると、不意に中共軍と遭遇したがこれを撃破し、851高地西側に続く補給路を遮断した。
中共軍は10日に防御任務の引継ぎを完了したばかりで、その時にはすでに国連軍が陣地手前6キロまで進出していた。戦車を阻止するため、道路の両側に大規模な対戦車障害物と連接した対戦車陣地を構築し、1個師団の対戦車火器を集中して対戦車大隊を組織した。
第23連隊は851高地攻撃を開始した。851高地は中共軍の増援を受けた人民軍第13師団が、第23連隊を851高地に、第19連隊を沙汰里付近に、第21連隊を871高地に配置して同地を死守した。第23連隊の攻撃は進展せず、米公刊史は「戦死するか、負傷して戦えなくなるまで抵抗をやめなかった。捕虜の数も極めて少なく、しかも無傷で捕らえられた者は1人も見当たらなかった」と人民軍の勇戦を称えた。第1大隊はフランス大隊の支援下に攻撃を先導し、931高地の第3大隊は第1大隊の西側から機動し、第3大隊は文登里南側の高地を占領して共産軍の増援を阻止した。第1大隊とフランス大隊は1つ1つ掩体壕を破壊して少しずつ前進した。
10月13日、フランス大隊が山頂を強襲して851高地を占領。この戦闘を最後にアメリカ軍第10軍団は、夏季および秋季作戦の主目標である戦線の湾曲部の除去を達成した。国連軍は、血の稜線と合わせて文登里まで推進するのに2か月の期間と約6千名の犠牲を払い、軍需品の消耗は天文学的数字に上った。